# Pipistrel
Pipistrel är en slovensk tillverkare av lätta sportflygplan, segelflygplan och ultralätta flygplan. Företaget grundades 1989 i Ajdovščina av den slovenske flygplansdesignern och -tillverkaren Ivo Boscarol. Det är inte minst känt för sina elektriskt drivna flygplan.

## Historia
Ivo Boscarol började sin flygrelaterade verksamhet som en hängflygningsentusiast, när Slovenien fortfarande tillhörde Jugoslavien och sporten var strängt reglerad. Han fick smuggla in sin första hängglidare från Italien. Boscarol lyckades 1987 få en tillverkningslicens för ultralätta flygplan, och 1989 startade han företaget Pipistrel.
Ursprungligen låg tonvikten på hängglidare, men verksamheten utökades till lätta flygplan, och företaget började få internationell uppmärksamhet. I början av 2010-talet flyttades en del av företagets verksamhet till Italien, för att undkomma vad Boscarol ansåg var Sloveniens byråkrati. År 2022 såldes Pipistrel till den amerikanska industrikoncernen Textron. Textron kommer att behålla varumärket och tillverkningsfabrikerna, och Ivo Boscarol kommer att bli minoritetsägare i bolaget.
Företaget har fått sitt namn från det italienska ordet pipistrello. Ordet betyder fladdermus – jämför släktnamnet Pipistrellus.

## Verksamhet
Pipistrel har utökat sin verksamhet till ett stort antal lätta och ultralätta flygplan, inklusive elektriska och hybridelektriska sådana. Ett urval visas nedan:

### Lätta och ultralätta flygplan

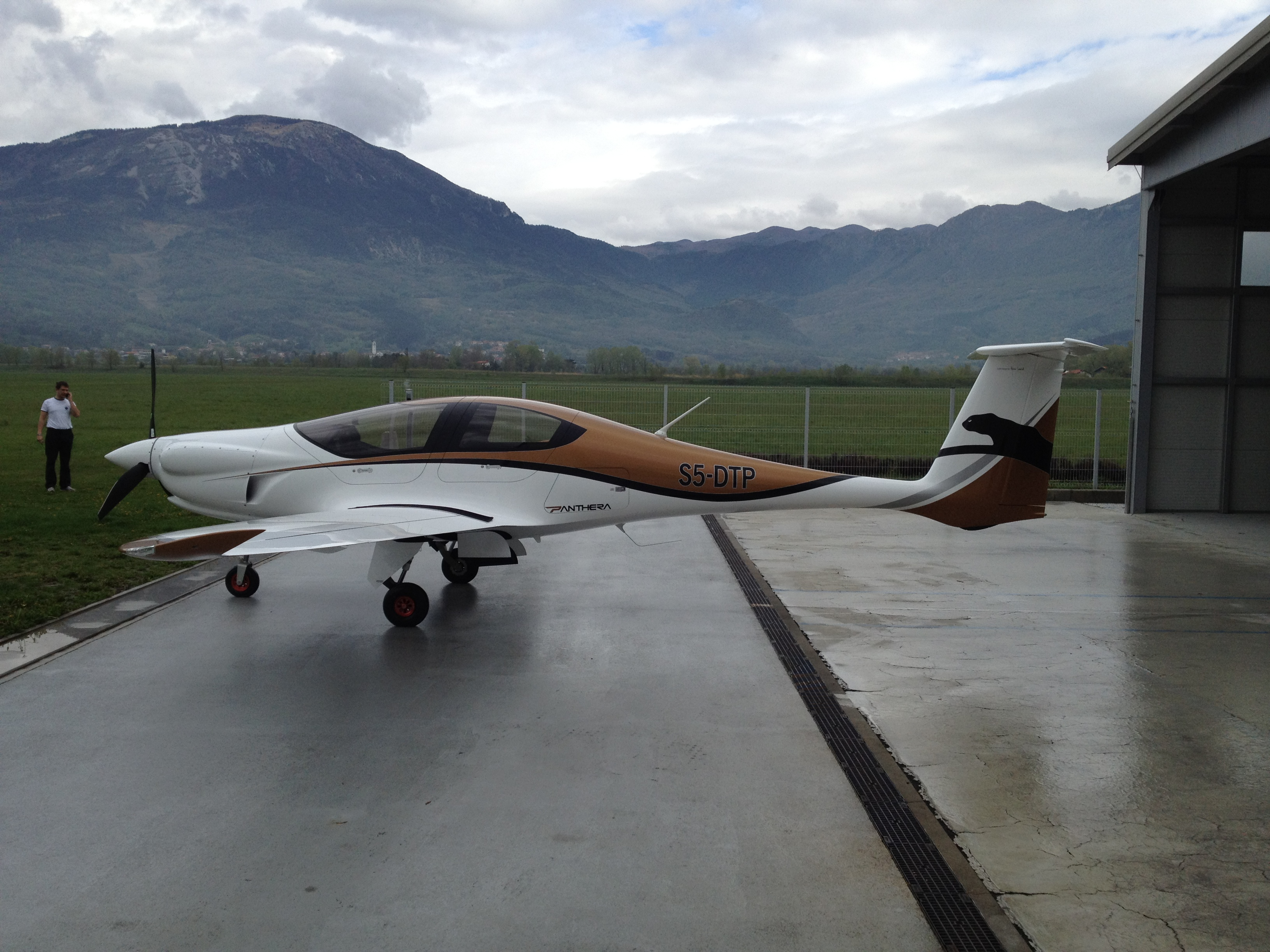
Pipistrel Panthera

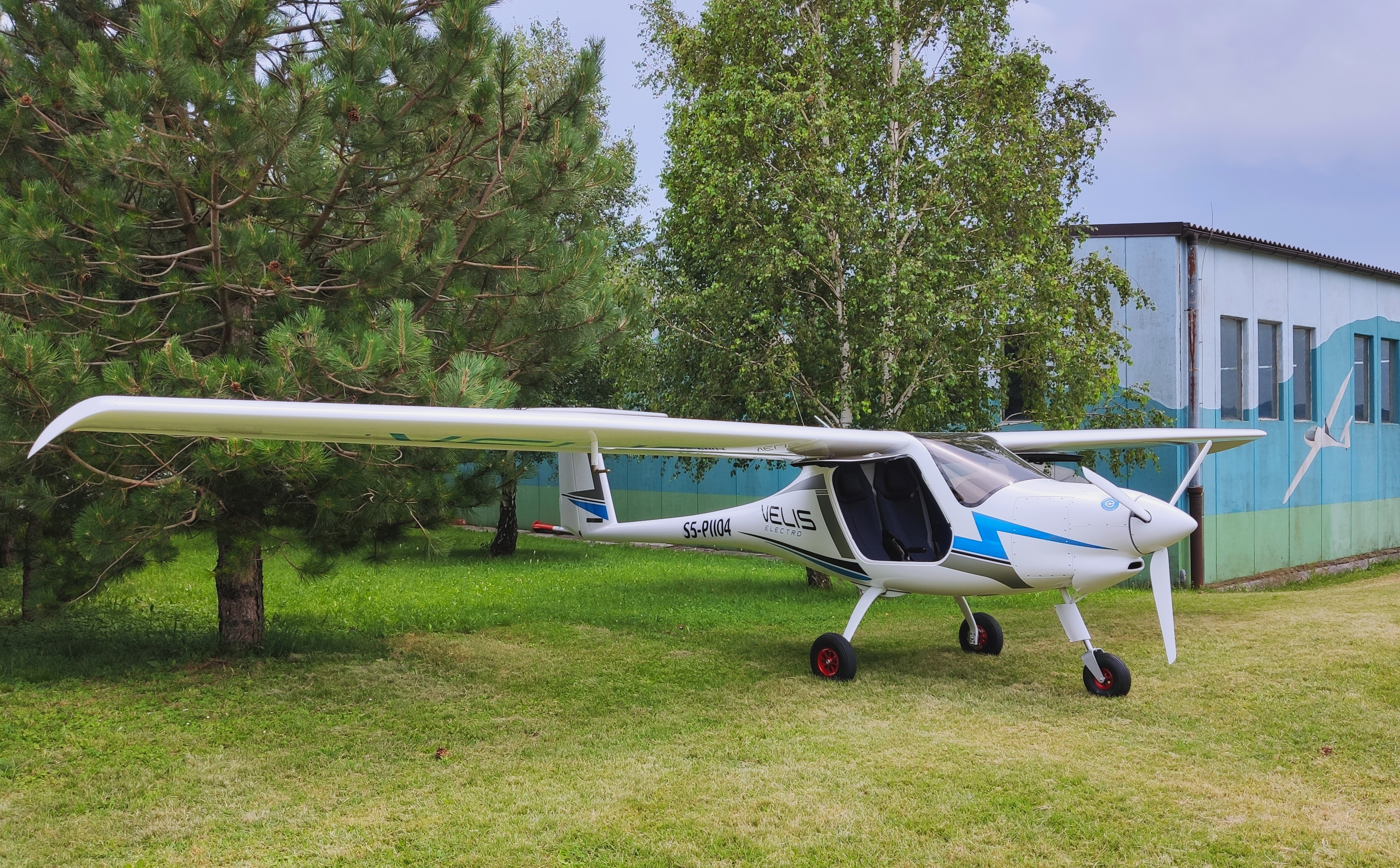
Pipistrel Velis Electro

- Pipistrel Sinus – ensitsigt, ultralätt, motorassisterat glidflygplan med STOL-egenskaper[8]
- Pipistrel Velis Electro – tvåsitsigt, lätt, elektriskt flygplan. Första elektriska flygplan som typgodkänts av EASA, Europeiska unionens byrå för luftfartssäkerhet (2020).[9]
- Pipistrel Virus – tvåsitsigt, lätt, propellerdrivet flygplan med glidflygningsförmåga[10]
- Pipistrel Virus SW – tvåsitsigt, lätt, propellerdrivet flygplan[11]
- Pipistrel Taurus – tvåsitsigt, ultralätt, motoriserat glidflygplan[12]
- Pipistrel Taurus Electro – tvåsitsigt, ultralätt, elektriskt motoriserat glidflygplan[13]
- Pipistrel Apis/Bee – ensitsigt, ultralätt, motorassisterat glidflygplan, baserat på Pipistrel Taurus[14]
- Pipistrel Panthera – fyrsitsigt, lätt, propellerdrivet flygplan med indragbara landningsställ[15]

### Hängglidare
- Pipistrel Spider – tvåsitsig, motordriven hängglidare.[16]
- Pipistrel Twister – tvåsitsig, motordriven hängglidare.[17]